# 한 (성씨)
한(韓)씨는 한국의 최고(最古) 역사를 지닌 이른바 삼한갑족(三韓甲族)이다.
한(韓)씨는 2015년 대한민국 통계청 인구조사에서 773,404명으로 조사되어, 한국 성씨 인구 순위 11위이다. 본관은 청주(淸州), 단주(湍州), 평산(平山), 한양(漢陽), 안변(安邊), 양주(楊州), 곡산(谷山), 홍산(鴻山), 대흥(大興), 부안(扶安), 개성(開城), 함흥(咸興), 금산(錦山), 보성(寶城) 등 
선조실록 165권, 선조 36년 8월 13일 병신 1번째기사 1603년
"세상에서 전하기로는 청주 한씨(淸州韓氏)가 기자의 후손이라 합니다."
"마한(馬韓)·진한(辰韓)·변한(弁韓)이 삼한(三韓)이 국호이었으므로, 한을 가리켜 기자의 후손이라 합니다."
"공가(孔哥)·인가(印哥)·선우가(鮮于哥)도 다 기자의 후손입니다. 대개 기자의 작은 아들이 우(于)에 봉해졌으므로, 선우라 합니다. 고시(古詩)에 ‘기자의 후손에는 털북숭이가 많다. [箕子枝裔多髯翁]’ 하였는데, 대개 선우추(鮮于樞)를 가리킨 것입니다."

## 청주 한씨
《청주한씨세보》에 따르면 기자조선(箕子朝鮮)을 건국한 기자(箕子)의 후예인 마한(馬韓) 9대 원왕(元王)의 세 아들 우성(友誠), 우량(友諒), 우평(友平)이 각각 기씨(奇氏)·한씨(韓氏)·선우씨(鮮于氏)가 되었다고 한다. 하지만 선계를 고증할 수 없어 고려 개국공신 한란(韓蘭)을 시조로 삼는다.
청주 한씨(淸州 韓氏)의 시조 한란(韓蘭)이다. 개국벽상공신(開國壁上功臣)이 되었으며, 벼슬은 삼중대광 태위(三重大匡 太尉)에 올랐다고 한다.
인물로는 조선시대 문신 한상경, 한확, 한명회, 한치형, 한효원, 한백겸, 한원진, 한익모, 대한제국 관리 한창수, 시인 한용운, 대한민국 국무총리 한승수, 한덕수, 한명숙 등이 있다.

## 안변 한씨
안변 한씨(安邊 韓氏) 시조 한련(韓漣)은 고려 때 한성부판윤(漢城府判尹)을 역임했고 안원군(安原君)에 봉해졌다고 한다.

## 단주 한씨
단주 한씨(湍州 韓氏) 시조는 광록소경(光祿少卿)을 역임한 한총례(韓聰禮)이다. 한총례의 아들 한언공(韓彦恭)이 1001년(목종 4) 문하시중에 올랐다

## 삼화 한씨
삼화 한씨(三和韓氏)로 서예가 한호가 있다.

## 곡산 한씨
곡산 한씨(谷山 韓氏) 시조 한예(韓銳)는 1206년 송나라에서 고려에 들어와 문하시중평장사를 역임하고 곡산부원군에 봉해졌다. 아들 한희(韓禧)는 고려 때 밀직부사, 손자 한익(韓翊)은 판도판서, 한진(韓瑨)은 정당문학, 6세손 한옹(韓雍)은 조선 태조 때 병조판서가 되었다. 한이원(韓以原)은 조선 숙종 때 인물로 시(詩)와 역학(易學)에 뛰어났다. 한여유(韓汝愈), 한시유(韓是愈), 한문건(韓文健)은 학자로서 명성을 얻었다. 2015년 인구는 6,266명이다.

## 같이 보기
- 한 (중국 성씨)